# Сапсан (рассказ)
«Сапсан» или «Мысли Сапсана XXVI о людях, животных, предметах и событиях» — рассказ А. И. Куприна.

## Содержание
Рассказ ведётся от лица крупной, но добродушной собаки породы меделян по кличке Сапсан Тридцать Шестой. Он рассказывает о себе и о своей породе. О своей семье в которой он живёт — Хозяине, его жене, их дочке, и пушистой кошке Кате и её котятах. О самой увлекательной вещи на свете — о косточке. О своих отношениях с другими собаками — соседским догом и маленькой декоративной собачкой, к которой он ходит в гости. О своём искреннем непонимании — почему его вытаскивают за ошейник во двор, когда он радостно прыгает вверх всеми четырьмя лапами и лает громко, как только может. О людях — обладающих странным могуществом ходящих на задних лапах, голых, носящих чужие шкуры животных, до смешного неловких и беззащитных. При этом, сравнивая поведение собак и людей, Сапсан зачастую приходит к мыслям не в пользу людей. Размышляя о непонятных ему моментах жизни, задаётся весьма философскими вопросами.

«Сапсан» — монолог собаки. Пёс не боится таких сложных вопросов, как жизнь и смерть, но ему важнее всего обдумать свои отношения с Хозяином, его дочерью, которую пес называет Маленькой, и кошкой Катей.

## История публикаций и редакции
Рукопись рассказа озаглавлена «Мысли Сапсана XXXII. О людях, животных, предметах и событиях», дата под рукописью — 16 мая 1916 года.
Впервые, в первом — черновом варианте, рассказ был опубликован без ведома автора 29 июля 1916 года в московской газете «Вечерние известия» № 1047 под названием «Мысли Сапсана II».
Второй, значительно переработанный вариант рассказа, был опубликован в 1917 году в первом выпуске альманаха «Творчество», под названием «Мысли Сапсана XXVI о людях, животных, предметах и событиях», и с посвящением кинологу В. П. Приклонскому.
В 1921 году Куприн снова переработал рассказ (был дописан эпизод смерти Сапсана, а сцены, рисующие любовные свидания Хозяйки заменены) и опубликовал его в парижском детском журнале «Зелёная палочка» (№ 1) под названием «Сапсан». В этой же редакции рассказ был включён в вышедшее в 1958 году в Москве Собрание сочинений в 6 томах.
В поздних изданиях рассказа содержится адаптированный вариант для детей «Мысли Сапсана о людях, животных, предметах и событиях» в котором исключены ряд мыслей и эпизод смерти героя.

## Критика
Историк литературы А. А. Волков назвал рассказ тонким и трогательным.
Литературовед Ф. И. Кулешов отметил, что автор отразил в суждениях Сапсана свои взгляды:

Куприн заставляет своего «героя» — старого пса Сапсана — высказать несколько очень верных мыслей о людях, животных, предметах и событиях. Ему свойственны чувства крепкой привязанности и трогательной любви к детям, глаза которых всегда «чисты, ясны и доверчивы», особенно к маленькой дочке хозяина, которую Сапсан так мужественно спасает от укуса бешеной собаки. Умный, добрый старый пес презирает хозяйку дома и терпеть не может её любовника Сержа, потому что оба они лживы, грубы, распутны. Сапсан вообще негодует на злых и неблагодарных людей, которые обижают «маленьких и слабых», он против жестокости и бесчеловечия, столь часто встречающегося в семье и обществе двуногих животных. И, читая эти строки рассказа, чувствуешь, как бесконечно дороги самому Куприну глубоко гуманные, человечные мысли и благородные переживания его необычного «героя». За рассуждениями Сапсана угадывается он сам — добрый, чутко улавливающий малейшую фальшь и неискренность в людских отношениях.— профессор, доктор филологических наук, Ф. И. Кулешов, монография «Творческий путь А. И. Куприна», 1987 год
По поводу включения в Собрание сочинений писателя рассказа в редакции 1921 года В. Н. Афанасьев писал:

Но редакция 1921 года, кстати сказать во многом ухудшившая рассказ, — это результат приспособления произведения к пониманию юного читателя. Такие переделки осуществлялись Куприным и раньше, но они не закреплялись самим писателем как последний, окончательный вариант произведения. Думается, что и в данном случае не было достаточных оснований брать в качестве основной редакцию, предназначенную для юного читателя.— литературовед, доктор филологических наук В. Н. Афанасьев, Журнал «Вопросы литературы», 1958 год

## Прототипы

### Сапсан

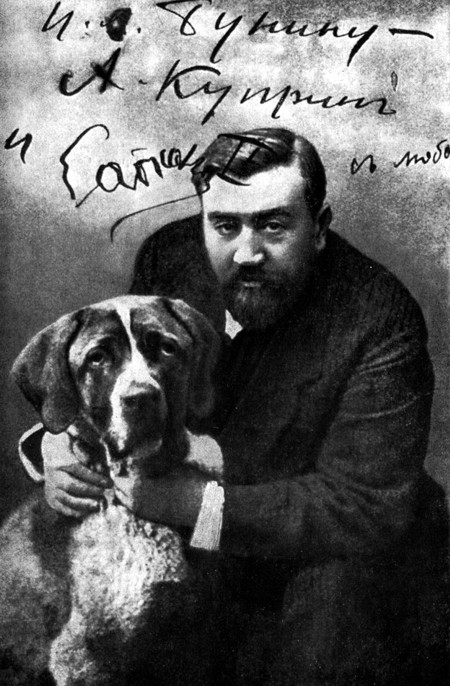
Александр Куприн и Сапсан. Фотография, подаренная И. Бунину

Герой рассказа меделян Сапсан реально существовал — это одна из собак А. И. Куприна, его любимец. Широко известна фотография А. И. Куприна с Сапсаном.
У Куприна было несколько собак, вначале пёс по кличке Малыш, потом два сенбернара, и около 1912 года к ним добавился Сапсан — щенок был спасён с царской псарни:

В псарне великого князя Михаила родились щенки, редкой породы. Заведующий псарней, хороший знакомый Куприна, дал ему знать об этом счастливом событии. Один из новорожденных был совсем хилым и слабеньким, и его хотели утопить как недостойного вступить в почетную великокняжескую свору, которую тренировали для охоты на медведей. Отец упросил отдать ему щеночка. Крохотное существо выкармливали из соски, давали ему толченые кости и рыбий жир. Назвали его Сапсаном. Потом он стал большой «щенок опятиног», как называл папа всех неуклюжих подростков в переходном возрасте.— из книги дочери писателя К. А. Куприной «Куприн — мой отец»
Знакомый Куприна, подаривший ему щенка — видный кинолог В. П. Приклонский, занимавшимся изучением и разведением редкой породы собак меделян. Из статьи В. Приклонского «Меделяны» (журн. «Наши собаки», 1914, № 1) писатель заимствовал и гипотезу о происхождении этой породы, однако, Куприн был знаком с этой версией и раньше, более того — в примечании к этой статье Поклонского указано, что «гипотезу В. П. Приклонского о происхождении слова „меделян“ приветствуют известные писатели А. И. Куприн и А. Н. Будищев».
Куприн жил в Гатчине в доме № 19 по улице Елизаветинской (ныне этого дома нет, на его месте построен дом № 21 по улице Достоевского), гулял с Сапсаном в Приоратском парке. Одно событие, связанное с Сапсаном, даже описывалось в местной гатчинской газете: о том как ночью во двор забрался вор, а Сапсан загнал его в сарай и продержал там всю ночь.
Сам А. И. Куприн в 1923 году в воспоминаниях рассказывал о собаке:

В Гатчине у меня росла, с трехмесячного возраста, прекрасная собака, — меделянский пес по имени Сапсан IV. В выписи из родословной книги у него числилось одиннадцать прямых предков, и около имени каждого из них стояла отметка: брал медведя «по месту».
Обыкновенно, собаки эти редкой, ныне бесследно исчезнувшей породы, с юных лет воспитываются на злобность, ради специальных охотничьих целей, хотя смелость, великодушие, ум и доброта — их прирождённые качества. Сапсан IV прошёл в нашем доме совсем другую школу; школу, основанную на ласке, внимании и доверии. К его двум годам, он весил 4 пуда и когда, стоя, клал мне передние лапы на плечи, то превышал меня головой. Однако, ко всему маленькому — к собакам, кошкам, — однажды даже к раненному воробью, — он был учтив и уступчив. Был случай: злой тойтерьер загнал его под диван. Дети очень любили, когда он неуклюже вступал в их игры. Старая охотничья кровь загоралась в нём только лишь при виде крупных животных: козлов, коров, лошадей и — в особенности — автомобилей.
Однако, дочь писателя  Ксения в своих воспоминаниях описывает обратный рассказу случай, когда Сапсан набросился на неё, и отмечает, что она его боялась, Сапсан никогда не позволял ей с собой играть, в отличие от добродушных сенбернаров, действительно позволявших девочке многое:

Но характер у Сапсана уже тогда был независимый и гордый. Кроме отца, он никого не признавал, был серьёзным и не позволял с собой никакой фамильярности не только со стороны чужих, но и со стороны членов семьи. Сапсан никогда не играл со мной, а я никогда бы и не решилась таскать его за хвост или впрягать в санки. Эти игры мне позволяли лишь добродушные сенбернары. Я его боялась, хотя у нас в доме всегда было много собак.
У отца с Сапсаном были свои разговоры, секреты, ссоры, примирения.

Кончилась жизнь Сапсана трагично. Однажды он пропал. Его долго искали, наконец нашли за городом: сильное благородное тело собаки лежало в мусорной яме. Кто-то заманил его пищей и застрелил в висок. Отец тяжело переживал смерть своего друга. Когда он сильно горевал, то сжимал зубы до скрежета, и его глаза смотрели куда-то вдаль.— из книги дочери писателя К. А. Куприной «Куприн — мой отец»

### Катя
Кошка Катя — также реальная гатчинская питомица Куприна. Помимо рассказа «Сапсан», она послужила прототипом кошки из рассказа «Ю-Ю» (позже Куприн даст кличку Ю-Ю из рассказа двум своим питомцам: парижским коту Ю-Ю и кошке Ю-Ю-вторая). В рукописи этого рассказа описана достоверная история расставания с кошкой: в 1918 году Куприны, уезжая, подарили её упрашивающему продать кошку куму кухарки, который отвёз кошку в деревню под Гдов и через год в письме кухарке кланялся жене Куприна за кошку:

«…кошка ихня, такой у нас красивой в деревне и не видали. Все бы хотели от неё котеночка, но она с нашими котами не знается. Гордо себя против их держит».

## Издания
В составе сборников и собраний сочинений:
- Мысли Сапсана о людях, животных, предметах и событиях (текст по редакции 1916 года «Мысли Сапсана XXXII. О людях, животных, предметах и событиях») // А. И. Куприн — Сборник «Храбрые беглецы. Рассказы для юных читателей», 1928 г. — 238 с.
- Сапсан // А. И. Куприн — Ю-ю (авторский сборник) — М.: Детгиз, 1961 — 64 с. — стр. 44-50
- Сапсан // А. И. Куприн — Рассказы — М., «Детская литература», 1968 — 64 стр. (400 000 экз.)

Отдельные издания:
- Сапсан: рассказ / А. И. Куприн; худож. М. Майофис — М.: Малыш, 1984 — 16 с.
- Сапсан: рассказ / А. И. Куприн; худож. М. Майофис — М.: Малыш, 1988 — 16 с.
- Сапсан: рассказ / А. И. Куприн; худож. М. Майофис — М.: Нигма, 2014 — 16 с.